# Beni shōga

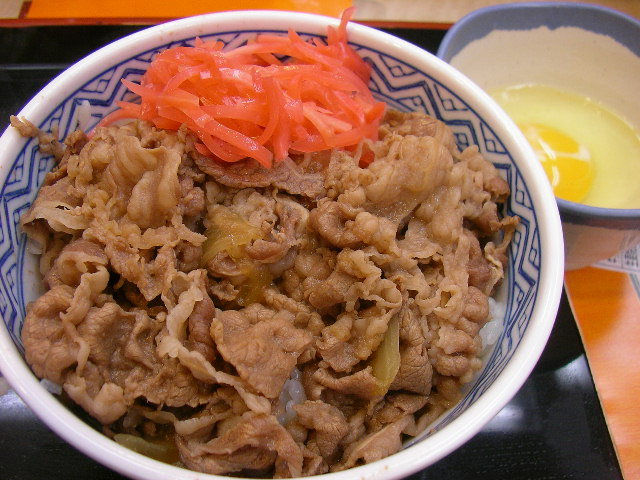
Beni shōga (màu đỏ) được đặt trên một tô gyūdon

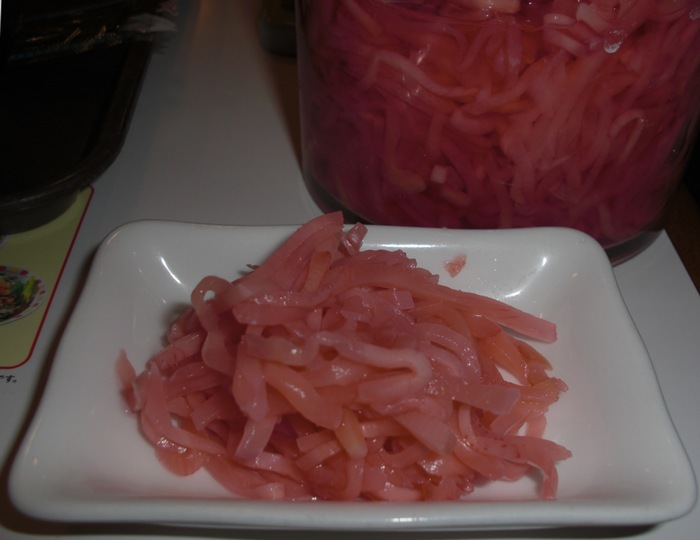
Beni shōga

Beni shōga (tiếng Nhật: 紅生姜; nghĩa là "gừng tươi đỏ") là một món dưa muối phổ biến trong ẩm thực Nhật Bản làm từ gừng. Người ta thái củ gừng tươi thành những sợi nhỏ, đem nhuộm cho có màu đỏ (chất tạo màu làm từ tía tô) rồi đem ngâm với dấm mơ (umezu). Beni shōga có vị hơi chua và hơi cay (trong quá trình ngâm, vị cay của gừng đã giảm đi đáng kể), được ăn kèm nhiều món ăn Nhật Bản khác như yakisoba, gyūdon, hakatarāmen.